# Venerável

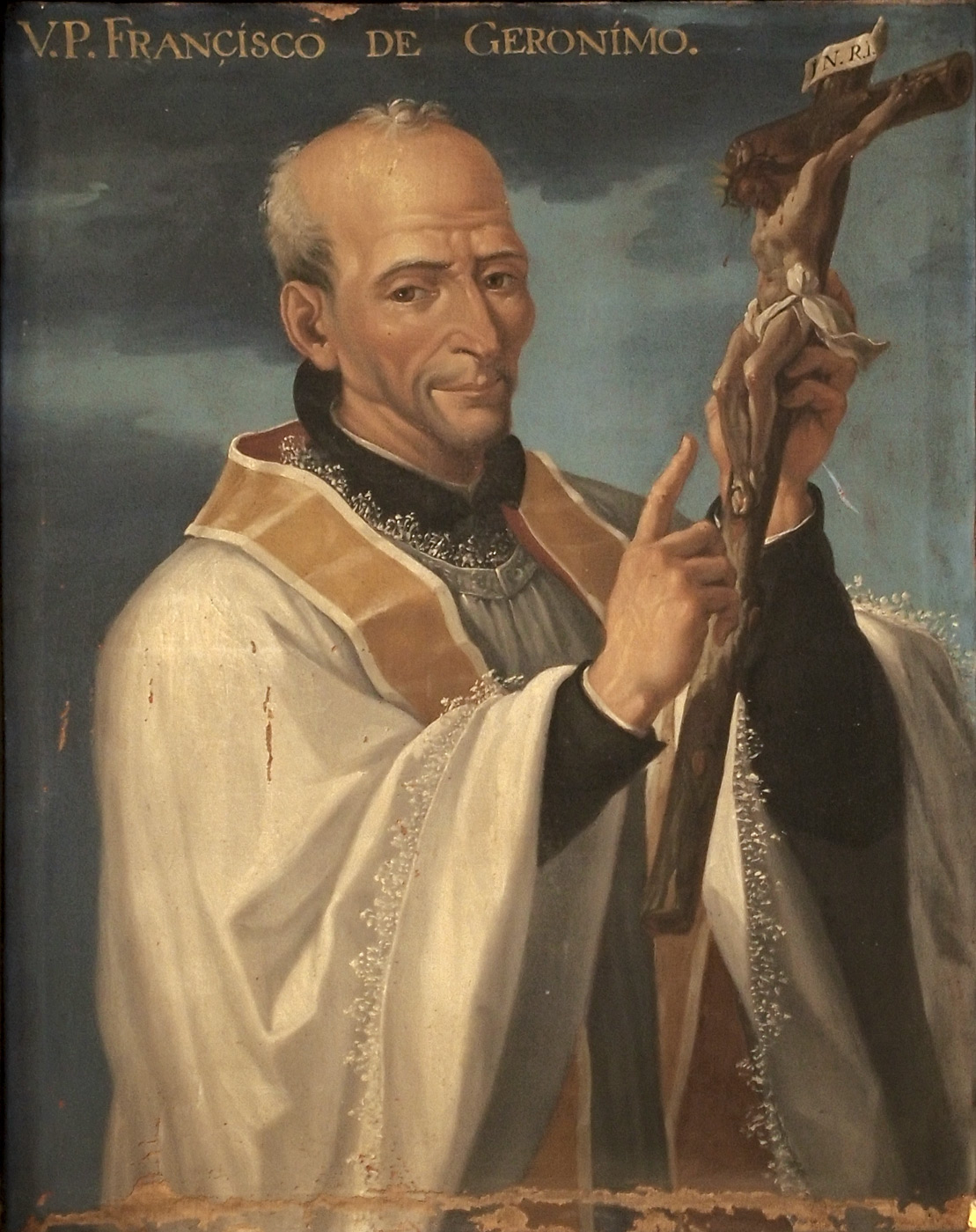
Pintura do venerável Francisco Jerónimo Simón (séc. XVII)

Venerável é um epíteto ou título canónico, utilizado em várias igrejas cristãs, que equivale a respeitável ou digno de estima e honra. O conceito assenta diretamente sobre o adjetivo "venerável", derivado do substantivo latino veneratio, que significa 'respeito' e 'culto', significando portanto 'digno de reverência e veneração'. Apesar de manter sempre o mesmo sentido, diferentes confissões cristãs (e mesmo não cristãs, como é o caso do budismo) dão diferentes acepções ao conceito.

## Igreja Católica Apostólica Romana
Na Igreja Católica de Rito Latino, o título canónico de venerável é concedido àqueles a quem postumamente seja reconhecida a prática de virtudes heroicas em processo formal de canonização. Antes de ser considerado venerável, o candidato à santidade tem de ser objecto de uma proclamação aprovada pelo Papa que reconhece sem sombra de duvida que o candidato viveu uma vida de virtude heroica , isto é que demonstrou de forma excepcional a prática das virtudes teologais de Fé, Esperança e Caridade e das virtudes cardeais da Prudência, Justiça, Fortaleza e Temperança. Apenas depois de ser considerado venerável pode o processo de canonização prosseguir para o estágio da beatificação. O primeiro venerável de que há registo foi o monge São Beda, no século VII, assim declarado pouco depois da sua morte.

## Igrejas Ortodoxas Orientais
Na Igreja Ortodoxa, venerável (grego: "Όσιος" na forma masculina e "Οσία" na forma feminina; em russo:  Преподобный) é um título reservado aos santos que levaram uma vida monástica ou eremítica, sendo considerado igual ou mesmo superior ao título de santo.

## Igreja Anglicana
Na Comunhão Anglicana, venerável é simplesmente o título de cortesia que se usa com os arcediagos.

## Lista de veneráveis
Esta é uma lista de algumas pessoas declaradas Veneráveis pela Igreja Católica

| Venerável                            | Data da morte | Data em que foi declarado Venerável |
| ------------------------------------ | ------------- | ----------------------------------- |
| Anne de Guigné                       | 1911          | 1922                                |
| Anne de Xainctonge                   | 1621          | 1900                                |
| Antoni Gaudí                         | 1926          | 2025                                |
| Antonieta Farani                     | 1963          | 1992                                |
| Antonietta Meo                       | 1937          | 2007                                |
| Bernardo de Vasconcelos              | 1932          | 2016                                |
| César Barônio                        | 1607          | 1745                                |
| Catherine McAuley                    | 1841          | 1990                                |
| Cornelia Connelly                    | 1879          | 1992                                |
| Edel Quinn                           | 1944          | 1994                                |
| Emmanuel d'Alzon                     | 1880          | 1991                                |
| Enrica Beltrame Quattrocchi          | 2012          | 2021                                |
| Fulton Sheen                         | 1979          | 2012                                |
| Gioacchino La Lomia                  | 1905          | 2002                                |
| Ignacia del Espíritu Santo           | 1748          | 2007                                |
| Isabel Larrañaga Ramírez             | 1899          | 1999                                |
| Joaquim Alves Brás                   | 1966          | 2008                                |
| Léon Dehon                           | 1925          | 1997                                |
| Leo Dupont                           | 1876          | 1939                                |
| Lúcia de Fátima                      | 2005          | 2023                                |
| Margaret Sinclair                    | 1925          | 1978                                |
| Maria Crocifissa della Concezione    | 1699          | 1787                                |
| Maria de Jesus de Ágreda             | 1665          | 1673                                |
| María Luisa Josefa                   | 1937          | 2000                                |
| Mary Potter                          | 1913          | 1988                                |
| Matt Talbot                          | 1925          | 1975                                |
| Pierre Toussaint                     | 1853          | 1996                                |
| Pietro Riminucci                     | 1960          | 2008                                |
| Papa Pio XII                         | 1958          | 2009                                |
| Samuel Charles Mazzuchelli           | 1864          | 1993                                |
| Tereza Margarida do Coração de Maria | 2005          | 2023                                |
| Thérèse de Saint-Augustin            | 1787          | 1873                                |
| Vital-Justin Grandin                 | 1902          | 1966                                |